# باولو سانتانا
باولو سانتانا (28 أكتوبر 1984 في أنغولا - ) هو لاعب كرة سلة أنغولي في مركز الهجوم خلفي. لعب مع بترو دي لواندا.

## وصلات خارجية
- باولو سانتانا على موقع ريلجم (الإنجليزية)
- باولو سانتانا على موقع بروبوليرز (الإنجليزية)